# 勒克南鰍
勒克南鰍（學名：Schistura leukensis）為輻鰭魚綱鯉形目條鰍科南鰍屬的其中一種。被IUCN列為極危保育類動物，分布於亞洲寮國Nam Leuk流域，本魚體延長，口下位，上嘴唇中央沒有凹槽,下唇具有一個中央的切口，側線完整，具觸鬚3對，頭頂有斑點，身體有10-13條橫帶，在尾鰭基底有一黑色橫帶，背鰭有二個顯著的黑色斑塊沿著基底，尾鰭鮮紅色，體長可達5.8公分，棲息在河川底層水域，生活習性不明。

## 扩展阅读
維基物種上的相關：勒克南鰍